# Mastodonsauroïdeus
Els mastodonsauroïdeus (Mastodonsauroidea) constitueixen una superfamília gran i diversa d'amfibis temnospòndils extints que van viure del període Triàsic al període Juràssic. Les restes fòssils dels membres d'aquesta superfamília s'han trobat a Amèrica del Nord, Groenlàndia, Europa, Àsia i Austràlia.
Els mastodonsauroïdeus adults eren grans i aplanats dorsoventralment, amb una aparença superficialment crocodiliana deguda al musell allargat. Eren carnívors i duien un estil de vida semiaquàtic.